# تاورنولا برگاماسکا
تاورنولا برگاماسکا (به ایتالیایی: Tavernola Bergamasca) یک کومونه در ایتالیا است که در استان برگامو واقع شده‌است. تاورنولا برگاماسکا ۱۲٫۴ کیلومتر مربع مساحت و ۲٬۲۴۲ نفر جمعیت دارد و ۱۹۱ متر بالاتر از سطح دریا واقع شده‌است.